# Cratere Heather
Heather  è un cratere sulla superficie di Venere.